# Robbie Williams/Diskografie
Diese Diskografie ist eine Übersicht über die musikalischen Werke des britischen Popsängers Robbie Williams. Den Quellenangaben und Schallplattenauszeichnungen zufolge hat er bisher mehr als 76,1 Millionen Tonträger verkauft, davon alleine in seiner Heimat über 35,2 Millionen. In Deutschland verkaufte er bisher mehr als 12,4 Millionen Tonträger und ist somit einer der Interpreten mit den meisten verkauften Tonträgern in Deutschland. Seine erfolgreichste Veröffentlichung ist das Album Escapology mit über sieben Millionen verkauften Einheiten.

## Alben

### Studioalben
| Jahr | Titel Musiklabel                                     | Höchstplatzierung, Gesamtwochen, AuszeichnungChartplatzierungen (Jahr, Titel, Musiklabel, Platzierungen, Wochen, Auszeichnungen, Anmerkungen) | Höchstplatzierung, Gesamtwochen, AuszeichnungChartplatzierungen (Jahr, Titel, Musiklabel, Platzierungen, Wochen, Auszeichnungen, Anmerkungen) | Höchstplatzierung, Gesamtwochen, AuszeichnungChartplatzierungen (Jahr, Titel, Musiklabel, Platzierungen, Wochen, Auszeichnungen, Anmerkungen) | Höchstplatzierung, Gesamtwochen, AuszeichnungChartplatzierungen (Jahr, Titel, Musiklabel, Platzierungen, Wochen, Auszeichnungen, Anmerkungen) | Höchstplatzierung, Gesamtwochen, AuszeichnungChartplatzierungen (Jahr, Titel, Musiklabel, Platzierungen, Wochen, Auszeichnungen, Anmerkungen) | Anmerkungen                                                    |
| Jahr | Titel Musiklabel                                     | DE | AT | CH | UK | US | Anmerkungen                                                    |
| ---- | ---------------------------------------------------- | --- | --- | --- | --- | --- | -------------------------------------------------------------- |
| 1997 | Life Thru a Lens Chrysalis Records (EMI)             | DE42 Gold · (14 Wo.)DE | AT33 (6 Wo.)AT | CH39 Gold · (1 Wo.)CH | UK1 ×8Achtfachplatin · (147 Wo.)UK | — | Erstveröffentlichung: 10. September 1997 Verkäufe: + 3.330.000 |
| 1998 | I’ve Been Expecting You Chrysalis Records (EMI)      | DE16 Gold · (44 Wo.)DE | AT24 (9 Wo.)AT | CH19 Platin · (31 Wo.)CH | UK1 ×10Zehnfachplatin · (133 Wo.)UK | — | Erstveröffentlichung: 26. Oktober 1998 Verkäufe: + 4.115.000   |
| 2000 | Sing When You’re Winning Chrysalis Records (EMI)     | DE1 ×3Dreifachgold · (105 Wo.)DE | AT4 Gold · (47 Wo.)AT | CH2 Gold · (62 Wo.)CH | UK1 ×8Achtfachplatin · (77 Wo.)UK | US110 (4 Wo.)US | Erstveröffentlichung: 25. August 2000 Verkäufe: + 4.648.000    |
| 2001 | Swing When You’re Winning Chrysalis Records (EMI)    | DE1 ×5Fünffachplatin · (82 Wo.)DE | AT1 ×4Vierfachplatin · (49 Wo.)AT | CH1 Platin · (29 Wo.)CH | UK1 ×8Achtfachplatin · (85 Wo.)UK | — | Erstveröffentlichung: 16. November 2001 Verkäufe: + 6.570.000  |
| 2002 | Escapology Chrysalis Records (EMI)                   | DE1 ×4Vierfachplatin · (68 Wo.)DE | AT1 ×4Vierfachplatin · (71 Wo.)AT | CH1 ×5Fünffachplatin · (72 Wo.)CH | UK1 ×7Siebenfachplatin · (53 Wo.)UK | US43 (7 Wo.)US | Erstveröffentlichung: 18. November 2002 Verkäufe: + 7.000.000  |
| 2005 | Intensive Care Chrysalis Records (EMI)               | DE1 ×11Elffachgold · (48 Wo.)DE | AT1 ×3Dreifachplatin · (46 Wo.)AT | CH1 ×3Dreifachplatin · (48 Wo.)CH | UK1 ×5Fünffachplatin · (29 Wo.)UK | — | Erstveröffentlichung: 21. Oktober 2005 Verkäufe: + 6.532.000   |
| 2006 | Rudebox Chrysalis Records (EMI)                      | DE1 ×3Dreifachplatin · (29 Wo.)DE | AT1 ×2Doppelplatin · (21 Wo.)AT | CH1 ×4Vierfachplatin · (24 Wo.)CH | UK1 ×2Doppelplatin · (14 Wo.)UK | — | Erstveröffentlichung: 20. Oktober 2006 Verkäufe: + 2.335.000   |
| 2009 | Reality Killed the Video Star Virgin Records (EMI)   | DE1 ×2Doppelplatin · (27 Wo.)DE | AT1 Platin · (21 Wo.)AT | CH1 Platin · (22 Wo.)CH | UK2 ×3Dreifachplatin · (24 Wo.)UK | US160 (1 Wo.)US | Erstveröffentlichung: 6. November 2009 Verkäufe: + 1.902.954   |
| 2012 | Take the Crown Island Records (UMG)                  | DE1 Platin · (21 Wo.)DE | AT1 Platin · (15 Wo.)AT | CH1 Gold · (17 Wo.)CH | UK1 Platin · (26 Wo.)UK | — | Erstveröffentlichung: 2. November 2012 Verkäufe: + 1.200.000   |
| 2013 | Swings Both Ways Island Records (UMG)                | DE1 ×5Fünffachgold · (31 Wo.)DE | AT1 ×4Vierfachplatin · (34 Wo.)AT | CH1 Platin · (23 Wo.)CH | UK1 ×2Doppelplatin · (27 Wo.)UK | — | Erstveröffentlichung: 15. November 2013 Verkäufe: + 1.348.000  |
| 2016 | The Heavy Entertainment Show Columbia Records (Sony) | DE2 Gold · (20 Wo.)DE | AT3 Gold · (21 Wo.)AT | CH1 Gold · (23 Wo.)CH | UK1 Platin · (23 Wo.)UK | — | Erstveröffentlichung: 4. November 2016 Verkäufe: + 497.500     |
| 2022 | XXV Columbia Records (Sony)                          | DE3 (17 Wo.)DE | AT3 (11 Wo.)AT | CH4 (11 Wo.)CH | UK1 Silber · (7 Wo.)UK | — | Erstveröffentlichung: 9. September 2022 Verkäufe: + 60.000     |

### Gemeinschaftsalben
| Jahr | Titel Musiklabel                        | Anmerkungen                                        |
| ---- | --------------------------------------- | -------------------------------------------------- |
| 2023 | Visions, Volume 1 Armada Music (Armada) | Erstveröffentlichung: 6. Oktober 2023 mit Lufthaus |

### Livealben
| Jahr | Titel Musiklabel                                                             | Höchstplatzierung, Gesamtwochen, AuszeichnungChartplatzierungen (Jahr, Titel, Musiklabel, Platzierungen, Wochen, Auszeichnungen, Anmerkungen) | Höchstplatzierung, Gesamtwochen, AuszeichnungChartplatzierungen (Jahr, Titel, Musiklabel, Platzierungen, Wochen, Auszeichnungen, Anmerkungen) | Höchstplatzierung, Gesamtwochen, AuszeichnungChartplatzierungen (Jahr, Titel, Musiklabel, Platzierungen, Wochen, Auszeichnungen, Anmerkungen) | Höchstplatzierung, Gesamtwochen, AuszeichnungChartplatzierungen (Jahr, Titel, Musiklabel, Platzierungen, Wochen, Auszeichnungen, Anmerkungen) | Höchstplatzierung, Gesamtwochen, AuszeichnungChartplatzierungen (Jahr, Titel, Musiklabel, Platzierungen, Wochen, Auszeichnungen, Anmerkungen) | Anmerkungen                                                    |
| Jahr | Titel Musiklabel                                                             | DE | AT | CH | UK | US | Anmerkungen                                                    |
| ---- | ---------------------------------------------------------------------------- | --- | --- | --- | --- | --- | -------------------------------------------------------------- |
| 2003 | Live at Knebworth auch bekannt als: Live Summer 2003 Chrysalis Records (EMI) | DE1 ×9Neunfachgold · (65 Wo.)DE | AT1 ×2Doppelplatin · (35 Wo.)AT | CH2 ×2Doppelplatin · (26 Wo.)CH | UK2 ×2Doppelplatin · (24 Wo.)UK | — | Erstveröffentlichung: 29. September 2003 Verkäufe: + 5.390.000 |

### Kompilationen
| Jahr | Titel Musiklabel                                                              | Höchstplatzierung, Gesamtwochen, AuszeichnungChartplatzierungen (Jahr, Titel, Musiklabel, Platzierungen, Wochen, Auszeichnungen, Anmerkungen) | Höchstplatzierung, Gesamtwochen, AuszeichnungChartplatzierungen (Jahr, Titel, Musiklabel, Platzierungen, Wochen, Auszeichnungen, Anmerkungen) | Höchstplatzierung, Gesamtwochen, AuszeichnungChartplatzierungen (Jahr, Titel, Musiklabel, Platzierungen, Wochen, Auszeichnungen, Anmerkungen) | Höchstplatzierung, Gesamtwochen, AuszeichnungChartplatzierungen (Jahr, Titel, Musiklabel, Platzierungen, Wochen, Auszeichnungen, Anmerkungen) | Höchstplatzierung, Gesamtwochen, AuszeichnungChartplatzierungen (Jahr, Titel, Musiklabel, Platzierungen, Wochen, Auszeichnungen, Anmerkungen) | Anmerkungen                                                  |
| Jahr | Titel Musiklabel                                                              | DE | AT | CH | UK | US | Anmerkungen                                                  |
| ---- | ----------------------------------------------------------------------------- | --- | --- | --- | --- | --- | ------------------------------------------------------------ |
| 1999 | The Ego Has Landed Capitol Records (EMI)                                      | — | — | — | UK— GoldUK | US63 Gold · (28 Wo.)US | Erstveröffentlichung: 4. Mai 1999 Verkäufe: + 1.038.000      |
| 2004 | Greatest Hits Chrysalis Records (EMI)                                         | DE1 ×9Neunfachgold · (102 Wo.)DE | AT1 ×4Vierfachplatin · (82 Wo.)AT | CH1 ×3Dreifachplatin · (67 Wo.)CH | UK1 ×8Achtfachplatin · (135 Wo.)UK | — | Erstveröffentlichung: 15. Oktober 2004 Verkäufe: + 6.380.000 |
| 2010 | In and Out of Consciousness: The Greatest Hits 1990–2010 Virgin Records (EMI) | DE1 Platin · (20 Wo.)DE | AT1 Gold · (16 Wo.)AT | CH4 Platin · (17 Wo.)CH | UK1 ×2Doppelplatin · (34 Wo.)UK | — | Erstveröffentlichung: 8. Oktober 2010 Verkäufe: + 1.062.500  |
| 2014 | Under the Radar, Vol. 1 Selbstverlag                                          | — | — | — | — | — | Erstveröffentlichung: 8. Dezember 2014                       |
| 2017 | Under the Radar, Vol. 2 Selbstverlag                                          | — | — | — | — | — | Erstveröffentlichung: 30. November 2017                      |
| 2019 | Under the Radar, Vol. 3 Selbstverlag                                          | — | — | — | — | — | Erstveröffentlichung: 14. Februar 2019                       |

### EPs
| Jahr | Titel Musiklabel                             | Anmerkungen                             |
| ---- | -------------------------------------------- | --------------------------------------- |
| 2009 | iTunes Live from London Virgin Records (EMI) | Erstveröffentlichung: 18. Dezember 2009 |

### Soundtracks
| Jahr | Titel Musiklabel                          | Höchstplatzierung, Gesamtwochen, AuszeichnungChartplatzierungen (Jahr, Titel, Musiklabel, Platzierungen, Wochen, Auszeichnungen, Anmerkungen) | Höchstplatzierung, Gesamtwochen, AuszeichnungChartplatzierungen (Jahr, Titel, Musiklabel, Platzierungen, Wochen, Auszeichnungen, Anmerkungen) | Höchstplatzierung, Gesamtwochen, AuszeichnungChartplatzierungen (Jahr, Titel, Musiklabel, Platzierungen, Wochen, Auszeichnungen, Anmerkungen) | Höchstplatzierung, Gesamtwochen, AuszeichnungChartplatzierungen (Jahr, Titel, Musiklabel, Platzierungen, Wochen, Auszeichnungen, Anmerkungen) | Höchstplatzierung, Gesamtwochen, AuszeichnungChartplatzierungen (Jahr, Titel, Musiklabel, Platzierungen, Wochen, Auszeichnungen, Anmerkungen) | Anmerkungen                             |
| Jahr | Titel Musiklabel                          | DE | AT | CH | UK | US | Anmerkungen                             |
| ---- | ----------------------------------------- | --- | --- | --- | --- | --- | --------------------------------------- |
| 2024 | Better Man O.S.T. Columbia Records (Sony) | DE3 (1 Wo.)DE | AT36 (1 Wo.)AT | CH58 (2 Wo.)CH | UK1 (1 Wo.)UK | — | Erstveröffentlichung: 27. Dezember 2024 |

### Weihnachtsalben
| Jahr | Titel Musiklabel                              | Höchstplatzierung, Gesamtwochen, AuszeichnungChartplatzierungen (Jahr, Titel, Musiklabel, Platzierungen, Wochen, Auszeichnungen, Anmerkungen) | Höchstplatzierung, Gesamtwochen, AuszeichnungChartplatzierungen (Jahr, Titel, Musiklabel, Platzierungen, Wochen, Auszeichnungen, Anmerkungen) | Höchstplatzierung, Gesamtwochen, AuszeichnungChartplatzierungen (Jahr, Titel, Musiklabel, Platzierungen, Wochen, Auszeichnungen, Anmerkungen) | Höchstplatzierung, Gesamtwochen, AuszeichnungChartplatzierungen (Jahr, Titel, Musiklabel, Platzierungen, Wochen, Auszeichnungen, Anmerkungen) | Höchstplatzierung, Gesamtwochen, AuszeichnungChartplatzierungen (Jahr, Titel, Musiklabel, Platzierungen, Wochen, Auszeichnungen, Anmerkungen) | Anmerkungen                                                 |
| Jahr | Titel Musiklabel                              | DE | AT | CH | UK | US | Anmerkungen                                                 |
| ---- | --------------------------------------------- | --- | --- | --- | --- | --- | ----------------------------------------------------------- |
| 2019 | The Christmas Present Columbia Records (Sony) | DE1 Gold · (22 Wo.)DE | AT1 Platin · (17 Wo.)AT | CH1 Gold · (13 Wo.)CH | UK1 Gold · (11 Wo.)UK | — | Erstveröffentlichung: 22. November 2019 Verkäufe: + 225.000 |

## Singles

### Als Leadmusiker
| Jahr | Titel Album                                                                     | Höchstplatzierung, Gesamtwochen, AuszeichnungChartplatzierungen (Jahr, Titel, Album, Platzierungen, Wochen, Auszeichnungen, Anmerkungen) | Höchstplatzierung, Gesamtwochen, AuszeichnungChartplatzierungen (Jahr, Titel, Album, Platzierungen, Wochen, Auszeichnungen, Anmerkungen) | Höchstplatzierung, Gesamtwochen, AuszeichnungChartplatzierungen (Jahr, Titel, Album, Platzierungen, Wochen, Auszeichnungen, Anmerkungen) | Höchstplatzierung, Gesamtwochen, AuszeichnungChartplatzierungen (Jahr, Titel, Album, Platzierungen, Wochen, Auszeichnungen, Anmerkungen) | Höchstplatzierung, Gesamtwochen, AuszeichnungChartplatzierungen (Jahr, Titel, Album, Platzierungen, Wochen, Auszeichnungen, Anmerkungen) | Anmerkungen |
| Jahr | Titel Album                                                                     | DE | AT | CH | UK | US | Anmerkungen |
| --- | ------------------------------------------------------------------------------- | --- | --- | --- | --- | --- | --- |
| 1996 | Freedom –                                                                       | DE10 (11 Wo.)DE | AT19 (10 Wo.)AT | CH8 (10 Wo.)CH | UK2 Silber · (15 Wo.)UK | — | Erstveröffentlichung: 25. Juli 1996 Verkäufe: + 200.000; Original: George Michael (1990)                                     |
| 1997 | Old Before I Die Life Thru a Lens                                               | DE37 (8 Wo.)DE | AT30 (2 Wo.)AT | CH30 (3 Wo.)CH | UK2 Silber · (13 Wo.)UK | — | Erstveröffentlichung: 14. April 1997 Verkäufe: + 200.000                                                                     |
| 1997 | Lazy Days Life Thru a Lens                                                      | DE90 (1 Wo.)DE | — | — | UK8 (9 Wo.)UK | — | Erstveröffentlichung: 14. Juli 1997                                                                                          |
| 1997 | South of the Border Life Thru a Lens                                            | — | — | — | UK14 (6 Wo.)UK | — | Erstveröffentlichung: 15. September 1997                                                                                     |
| 1997 | Angels Life Thru a Lens                                                         | DE9 Platin · (21 Wo.)DE | AT12 (13 Wo.)AT | CH4 (30 Wo.)CH | UK4 ×4Vierfachplatin · (68 Wo.)UK | US53 (19 Wo.)US | Erstveröffentlichung: 1. Dezember 1997 Verkäufe: + 3.395.000 Neueinspielung: 7. Juni 2022 (XXV-Version)                      |
| 1998 | Let Me Entertain You Life Thru a Lens                                           | — | — | — | UK3 Platin · (14 Wo.)UK | — | Erstveröffentlichung: 16. März 1998 Verkäufe: + 690.000                                                                      |
| 1998 | Millennium I’ve Been Expecting You                                              | DE41 (9 Wo.)DE | AT18 (12 Wo.)AT | CH18 (16 Wo.)CH | UK1 Platin · (31 Wo.)UK | US72 (4 Wo.)US | Erstveröffentlichung: 7. September 1998 Verkäufe: + 610.000                                                                  |
| 1998 | No Regrets I’ve Been Expecting You                                              | DE60 (9 Wo.)DE | AT34 (1 Wo.)AT | — | UK4 Silber · (19 Wo.)UK | — | Erstveröffentlichung: 30. November 1998 Verkäufe: + 200.000; mit Pet Shop Boys Neueinspielung: 26. August 2022 (XXV-Version) |
| 1999 | Strong I’ve Been Expecting You                                                  | DE68 (9 Wo.)DE | — | — | UK4 Silber · (11 Wo.)UK | — | Erstveröffentlichung: 15. März 1999 Verkäufe: + 205.000                                                                      |
| 1999 | She’s the One / It’s Only Us I’ve Been Expecting You                            | DE27 (14 Wo.)DE | AT16 (11 Wo.)AT | CH20 (21 Wo.)CH | UK1 Platin · (20 Wo.)UK | — | Erstveröffentlichung: 8. November 1999 Verkäufe: + 886.000                                                                   |
| 2000 | Win Some Lose Some I’ve Been Expecting You                                      | — | — | — | — | — | Erstveröffentlichung: 22. Mai 2000                                                                                           |
| 2000 | Rock DJ Sing When You’re Winning                                                | DE9 (12 Wo.)DE | AT7 (11 Wo.)AT | CH9 (22 Wo.)CH | UK1 ×2Doppelplatin · (24 Wo.)UK | — | Erstveröffentlichung: 31. Juli 2000 Verkäufe: + 1.330.000                                                                    |
| 2000 | Kids Sing When You’re Winning                                                   | DE47 (9 Wo.)DE | — | CH35 (14 Wo.)CH | UK2 Gold · (20 Wo.)UK | — | Erstveröffentlichung: 9. Oktober 2000 Verkäufe: + 440.000; mit Kylie Minogue                                                 |
| 2000 | Supreme Sing When You’re Winning                                                | DE14 Gold · (13 Wo.)DE | AT3 (17 Wo.)AT | CH4 (29 Wo.)CH | UK4 Silber · (13 Wo.)UK | — | Erstveröffentlichung: 11. Dezember 2000 Verkäufe: + 600.000                                                                  |
| 2001 | Let Love Be Your Energy Sing When You’re Winning                                | DE68 (3 Wo.)DE | AT54 (6 Wo.)AT | CH56 (7 Wo.)CH | UK10 (16 Wo.)UK | — | Erstveröffentlichung: 9. April 2001                                                                                          |
| 2001 | Eternity/The Road to Mandalay Sing When You’re Winning                          | DE7 Gold · (19 Wo.)DE | AT9 (18 Wo.)AT | CH10 (27 Wo.)CH | UK1 Gold · (22 Wo.)UK | — | Erstveröffentlichung: 9. Juli 2001 Verkäufe: + 693.000 Neueinspielung: 8. Juli 2022 (XXV-Version)                            |
| 2001 | Better Man Sing When You’re Winning                                             | — | — | — | — | — | Erstveröffentlichung: 2001 Verkäufe: + 70.000                                                                                |
| 2001 | Somethin’ Stupid Swing When You’re Winning                                      | DE2 Gold · (17 Wo.)DE | AT2 Gold · (23 Wo.)AT | CH3 Gold · (25 Wo.)CH | UK1 Gold · (12 Wo.)UK | — | Erstveröffentlichung: 10. Dezember 2001 Verkäufe: + 1.021.000; mit Nicole Kidman                                             |
| 2002 | Mr. Bojangles / I Will Talk and Hollywood Will Listen Swing When You’re Winning | DE77 (3 Wo.)DE | — | CH68 (9 Wo.)CH | — | — | Erstveröffentlichung: 11. März 2002                                                                                          |
| 2002 | Feel Escapology                                                                 | DE3 Gold · (17 Wo.)DE | AT3 Gold · (18 Wo.)AT | CH4 Gold · (25 Wo.)CH | UK4 Platin · (17 Wo.)UK | — | Erstveröffentlichung: 2. Dezember 2002 Verkäufe: + 1.440.000                                                                 |
| 2003 | Come Undone Escapology                                                          | DE16 (9 Wo.)DE | AT15 (16 Wo.)AT | CH45 (10 Wo.)CH | UK4 Silber · (14 Wo.)UK | — | Erstveröffentlichung: 31. März 2003 Verkäufe: + 200.000                                                                      |
| 2003 | Something Beautiful Escapology                                                  | DE46 (9 Wo.)DE | AT19 (11 Wo.)AT | CH52 (10 Wo.)CH | UK3 (8 Wo.)UK | — | Erstveröffentlichung: 7. Juli 2003                                                                                           |
| 2003 | Sexed Up Escapology                                                             | DE53 (9 Wo.)DE | AT45 (13 Wo.)AT | CH59 (3 Wo.)CH | UK10 (9 Wo.)UK | — | Erstveröffentlichung: 3. November 2003                                                                                       |
| 2004 | Radio Greatest Hits                                                             | DE2 (9 Wo.)DE | AT3 (9 Wo.)AT | CH14 (8 Wo.)CH | UK1 (8 Wo.)UK | — | Erstveröffentlichung: 1. Oktober 2004 Verkäufe: + 135.000                                                                    |
| 2004 | Misunderstood Greatest Hits                                                     | DE20 (12 Wo.)DE | AT21 (13 Wo.)AT | CH26 (13 Wo.)CH | UK8 (8 Wo.)UK | — | Erstveröffentlichung: 6. Dezember 2004                                                                                       |
| 2005 | Tripping Intensive Care                                                         | DE1 (17 Wo.)DE | AT2 (15 Wo.)AT | CH2 Gold · (30 Wo.)CH | UK2 Silber · (17 Wo.)UK | — | Erstveröffentlichung: 3. Oktober 2005 Verkäufe: + 239.000                                                                    |
| 2005 | Advertising Space Intensive Care                                                | DE10 (16 Wo.)DE | AT8 (19 Wo.)AT | CH9 (34 Wo.)CH | UK8 (11 Wo.)UK | — | Erstveröffentlichung: 9. Dezember 2005                                                                                       |
| 2006 | Sin Sin Sin Intensive Care                                                      | DE18 (16 Wo.)DE | AT15 (20 Wo.)AT | CH16 (22 Wo.)CH | UK22 (7 Wo.)UK | — | Erstveröffentlichung: 19. Mai 2006                                                                                           |
| 2006 | Rudebox                                                                         | DE1 (13 Wo.)DE | AT5 (13 Wo.)AT | CH1 (18 Wo.)CH | UK4 (11 Wo.)UK | — | Erstveröffentlichung: 1. September 2006                                                                                      |
| 2006 | Lovelight Rudebox                                                               | DE21 (9 Wo.)DE | AT26 (10 Wo.)AT | CH25 (12 Wo.)CH | UK8 (9 Wo.)UK | — | Erstveröffentlichung: 10. November 2006                                                                                      |
| 2007 | Bongo Bong and Je ne t’aime plus Rudebox                                        | — | — | CH77 (4 Wo.)CH | — | — | Erstveröffentlichung: 22. Januar 2007 feat. Lily Allen                                                                       |
| 2007 | She’s Madonna Rudebox                                                           | DE4 Gold · (18 Wo.)DE | AT14 (18 Wo.)AT | CH8 (26 Wo.)CH | UK16 (3 Wo.)UK | — | Erstveröffentlichung: 23. Februar 2007 Verkäufe: + 157.500; feat. Pet Shop Boys                                              |
| 2009 | Bodies Reality Killed the Video Star                                            | DE1 Platin · (24 Wo.)DE | AT1 (21 Wo.)AT | CH1 Platin · (20 Wo.)CH | UK2 Silber · (13 Wo.)UK | — | Erstveröffentlichung: 8. September 2009 Verkäufe: + 839.000                                                                  |
| 2009 | You Know Me Reality Killed the Video Star                                       | DE26 (10 Wo.)DE | AT25 (12 Wo.)AT | CH51 (8 Wo.)CH | UK6 Silber · (19 Wo.)UK | — | Erstveröffentlichung: 4. Dezember 2009 Verkäufe: + 200.000                                                                   |
| 2010 | Morning Sun Reality Killed the Video Star                                       | DE32 (8 Wo.)DE | AT57 (6 Wo.)AT | — | UK45 (4 Wo.)UK | — | Erstveröffentlichung: 5. März 2010                                                                                           |
| 2010 | Shame In and Out of Consciousness: The Greatest Hits 1990–2010                  | DE11 (21 Wo.)DE | AT20 (16 Wo.)AT | CH19 (14 Wo.)CH | UK2 Silber · (13 Wo.)UK | — | Erstveröffentlichung: 1. Oktober 2010 Verkäufe: + 244.000; mit Gary Barlow                                                   |
| 2012 | Candy Take the Crown                                                            | DE3 Gold · (24 Wo.)DE | AT4 Gold · (19 Wo.)AT | CH8 Gold · (19 Wo.)CH | UK1 Platin · (24 Wo.)UK | — | Erstveröffentlichung: 11. September 2012 Verkäufe: + 1.199.500                                                               |
| 2012 | Different Take the Crown                                                        | DE31 (4 Wo.)DE | AT37 (4 Wo.)AT | — | UK64 (2 Wo.)UK | — | Erstveröffentlichung: 14. Dezember 2012                                                                                      |
| 2013 | Go Gentle Swings Both Ways                                                      | DE16 (15 Wo.)DE | AT29 (10 Wo.)AT | CH22 (11 Wo.)CH | UK10 (9 Wo.)UK | — | Erstveröffentlichung: 1. November 2013 Verkäufe: + 15.000                                                                    |
| 2013 | Dream a Little Dream Swings Both Ways                                           | DE88 (1 Wo.)DE | — | CH67 (1 Wo.)CH | — | — | Erstveröffentlichung: 13. Dezember 2013                                                                                      |
| 2014 | Shine My Shoes Swings Both Ways                                                 | — | — | — | UK89 (1 Wo.)UK | — | Erstveröffentlichung: 24. März 2014                                                                                          |
| 2016 | Heavy Entertainment Show The Heavy Entertainment Show                           | — | — | — | — | — | Erstveröffentlichung: 25. September 2016                                                                                     |
| 2016 | Party Like a Russian The Heavy Entertainment Show                               | DE72 (2 Wo.)DE | AT39 (1 Wo.)AT | CH45 (8 Wo.)CH | UK68 (1 Wo.)UK | — | Erstveröffentlichung: 30. September 2016 Verkäufe: + 25.000                                                                  |
| 2016 | Love My Life The Heavy Entertainment Show                                       | DE17 Gold · (15 Wo.)DE | AT18 Gold · (15 Wo.)AT | CH8 Gold · (23 Wo.)CH | UK22 Gold · (14 Wo.)UK | — | Erstveröffentlichung: 21. Oktober 2016 Verkäufe: + 680.000                                                                   |
| 2017 | Eyes on the Highway Under the Radar, Vol. 2                                     | — | — | — | — | — | Erstveröffentlichung: 9. August 2017                                                                                         |
| 2017 | Go Mental Under the Radar, Vol. 2                                               | — | — | — | — | — | Erstveröffentlichung: 29. September 2017 feat. Big Narstie & Atlantic Horns                                                  |
| 2017 | Run it Wild Under the Radar, Vol. 2                                             | — | — | — | — | — | Erstveröffentlichung: 3. November 2017                                                                                       |
| 2018 | I Just Want People to Like Me Under the Radar, Vol. 3                           | — | — | — | — | — | Erstveröffentlichung: 28. Dezember 2018                                                                                      |
| 2019 | Let’s Not Go Shopping The Christmas Present                                     | — | — | — | — | — | Erstveröffentlichung: 1. November 2019                                                                                       |
| 2019 | Merry Xmas Everyone The Christmas Present                                       | — | — | — | — | — | Erstveröffentlichung: 1. November 2019 feat. Jamie Cullum                                                                    |
| 2019 | Santa Baby The Christmas Present                                                | DE— aDE | — | — | — | — | Erstveröffentlichung: 20. November 2019 feat. Helene Fischer Original: Eartha Kitt mit Henri René & His Orchestra            |
| 2020 | Can’t Stop Christmas –                                                          | DE59 (6 Wo.)DE | AT71 (2 Wo.)AT | — | — | — | Erstveröffentlichung: 20. November 2020                                                                                      |
| 2022 | Sway Visions, Volume 1                                                          | — | — | — | — | — | Erstveröffentlichung: 11. Februar 2022 mit Lufthaus                                                                          |
| 2022 | To the Light Visions, Volume 1                                                  | — | — | — | — | — | Erstveröffentlichung: 22. April 2022 mit Lufthaus                                                                            |
| 2022 | Angels (XXV) XXV                                                                | — | — | — | — | — | Erstveröffentlichung: 9. Juni 2022                                                                                           |
| 2022 | Eternity XXV                                                                    | — | — | — | — | — | Erstveröffentlichung: 8. Juli 2022                                                                                           |
| 2022 | Lost XXV                                                                        | — | — | — | — | — | Erstveröffentlichung: 5. August 2022                                                                                         |
| 2022 | Soul Seekers Visions, Volume 1                                                  | — | — | — | — | — | Erstveröffentlichung: 7. Oktober 2022 mit Lufthaus                                                                           |
| 2024 | Where Do We Came From –                                                         | — | — | — | — | — | Erstveröffentlichung: 26. Juli 2024 mit Don Diablo, Lufthaus & Sofia Nzau                                                    |
| 2024 | Forbidden Road Better Man O.S.T.                                                | — | — | — | — | — | Erstveröffentlichung: 22. November 2024                                                                                      |
| 2025 | Rocket –                                                                        | — | — | — | — | — | Erstveröffentlichung: 21. Mai 2025 feat. Tony Iommi                                                                          |
| 2025 | Desire –                                                                        | — | — | — | — | — | Erstveröffentlichung: 11. Juli 2025 feat. Laura Pausini                                                                      |
| 2025 | Spies –                                                                         | — | — | — | — | — | Erstveröffentlichung: 18. Juli 2025                                                                                          |
| Folgende Lieder erschienen nicht als Single, wurden aber durch das Album zum Download und Streaming bereitgestellt und konnten somit eine Platzierung erlangen: |                                                                                 | | | | | | |
| |                                                                                 | | | | | | |
| 2013 | I Wan’na Be Like You Swings Both Ways                                           | DE85 (1 Wo.)DE | AT55 (1 Wo.)AT | — | UK78 (3 Wo.)UK | — | Charteinstieg: 29. November 2013 feat. Olly Murs                                                                             |
| 2019 | Time for Change The Christmas Present                                           | DE89 (1 Wo.)DE | — | — | — | — | Charteinstieg: 27. Dezember 2019                                                                                             |

### Als Gastmusiker
| Jahr | Titel Album                     | Höchstplatzierung, Gesamtwochen, AuszeichnungChartplatzierungen (Jahr, Titel, Album, Platzierungen, Wochen, Auszeichnungen, Anmerkungen) | Höchstplatzierung, Gesamtwochen, AuszeichnungChartplatzierungen (Jahr, Titel, Album, Platzierungen, Wochen, Auszeichnungen, Anmerkungen) | Höchstplatzierung, Gesamtwochen, AuszeichnungChartplatzierungen (Jahr, Titel, Album, Platzierungen, Wochen, Auszeichnungen, Anmerkungen) | Höchstplatzierung, Gesamtwochen, AuszeichnungChartplatzierungen (Jahr, Titel, Album, Platzierungen, Wochen, Auszeichnungen, Anmerkungen) | Höchstplatzierung, Gesamtwochen, AuszeichnungChartplatzierungen (Jahr, Titel, Album, Platzierungen, Wochen, Auszeichnungen, Anmerkungen) | Anmerkungen                                                                                  |
| Jahr | Titel Album                     | DE | AT | CH | UK | US | Anmerkungen                                                                                  |
| ---- | ------------------------------- | --- | --- | --- | --- | --- | -------------------------------------------------------------------------------------------- |
| 2002 | My Culture 1 Giant Leap         | DE69 (3 Wo.)DE | — | CH51 (6 Wo.)CH | UK9 (6 Wo.)UK | — | Erstveröffentlichung: 8. April 2002 1 Giant Leap feat. Maxi Jazz & Robbie Williams           |
| 2004 | Do They Know It’s Christmas? –  | DE7 (6 Wo.)DE | AT15 (18 Wo.)AT | CH7 (8 Wo.)CH | UK1 ×2Doppelplatin · (12 Wo.)UK | — | Erstveröffentlichung: 29. November 2004 Verkäufe: + 1.200.000; mit Band Aid 20               |
| 2009 | Close My Eyes –                 | DE33 (6 Wo.)DE | — | — | — | — | Erstveröffentlichung: 4. Januar 2009 Sander van Doorn vs. Robbie Williams                    |
| 2010 | Everybody Hurts –               | DE16 (7 Wo.)DE | AT23 (7 Wo.)AT | CH16 (2 Wo.)CH | UK1 Platin · (6 Wo.)UK | — | Erstveröffentlichung: 7. Februar 2010 Verkäufe: + 600.000; mit Helping Haiti                 |
| 2010 | Three Lions 2010 –              | — | — | — | UK21 (5 Wo.)UK | — | Erstveröffentlichung: 17. Mai 2010 „The Squad“ feat. Robbie Williams & Russell Brand         |
| 2013 | Goin’ Crazy The Fifth           | DE32 (6 Wo.)DE | AT57 (1 Wo.)AT | — | UK5 (7 Wo.)UK | — | Erstveröffentlichung: 16. Juni 2013 Verkäufe: + 155.000; Dizzee Rascal feat. Robbie Williams |
| 2014 | The Days Stories                | DE7 Gold · (23 Wo.)DE | AT3 (22 Wo.)AT | CH8 (19 Wo.)CH | UK82 (7 Wo.)UK | US78 (1 Wo.)US | Erstveröffentlichung: 3. Oktober 2014 Verkäufe: + 580.000; Avicii feat. Robbie Williams      |
| 2019 | Electrico romantico –           | — | — | — | — | — | Erstveröffentlichung: 18. Januar 2019 Bob Sinclar feat. Robbie Williams                      |
| 2019 | It Takes Two You’re In My Heart | — | — | — | — | — | Erstveröffentlichung: 24. Oktober 2019 Rod Stewart feat. Robbie Williams                     |
| 2020 | Strange Days                    | — | — | — | — | — | Erstveröffentlichung: 4. September 2020 The Struts feat. Robbie Williams                     |

## Videoalben und Musikvideos

### Videoalben
| Jahr | Titel Musiklabel                                                           | Höchstplatzierung, Gesamtwochen, AuszeichnungChartplatzierungen (Jahr, Titel, Musiklabel, Platzierungen, Wochen, Auszeichnungen, Anmerkungen) | Höchstplatzierung, Gesamtwochen, AuszeichnungChartplatzierungen (Jahr, Titel, Musiklabel, Platzierungen, Wochen, Auszeichnungen, Anmerkungen) | Höchstplatzierung, Gesamtwochen, AuszeichnungChartplatzierungen (Jahr, Titel, Musiklabel, Platzierungen, Wochen, Auszeichnungen, Anmerkungen) | Höchstplatzierung, Gesamtwochen, AuszeichnungChartplatzierungen (Jahr, Titel, Musiklabel, Platzierungen, Wochen, Auszeichnungen, Anmerkungen) | Höchstplatzierung, Gesamtwochen, AuszeichnungChartplatzierungen (Jahr, Titel, Musiklabel, Platzierungen, Wochen, Auszeichnungen, Anmerkungen) | Anmerkungen                                                                              |
| Jahr | Titel Musiklabel                                                           | DE | AT | CH | UK | US | Anmerkungen                                                                              |
| ---- | -------------------------------------------------------------------------- | --- | --- | --- | --- | --- | ---------------------------------------------------------------------------------------- |
| 1998 | Live in Your Living Room EMI Music (EMI)                                   | — | — | — | UK3 Platin · (83 Wo.)UK | — | Erstveröffentlichung: 13. November 1998 Verkäufe: + 50.000                               |
| 1999 | Angels Chrysalic Records (EMI)                                             | — | — | — | UK35 (13 Wo.)UK | — | Erstveröffentlichung: 13. Dezember 1999 DVD-Single                                       |
| 2000 | Rock DJ Chrysalic Records (EMI)                                            | — | — | — | UK1 ×2Doppelplatin · (64 Wo.)UK | — | Erstveröffentlichung: 2000 Verkäufe: + 100.000; DVD-Single                               |
| 2000 | Where Ego’s Dare Chrysalic Records (EMI)                                   | — | — | — | UK7 Platin · (69 Wo.)UK | — | Erstveröffentlichung: 2000 Verkäufe: + 70.000                                            |
| 2001 | Live at the Albert Chrysalic Records (EMI)                                 | DE50 ×3Dreifachgold · (5 Wo.)DE | AT2 ×2Doppelplatin · (11 Wo.)AT | — | UK1 ×7Siebenfachplatin · (175 Wo.)UK | — | Erstveröffentlichung: 3. Dezember 2001 Verkäufe: + 712.000                               |
| 2002 | Nobody Someday Chrysalic Records (EMI)                                     | DE88 Gold · (1 Wo.)DE | AT10 (2 Wo.)AT | — | UK2 Gold · (36 Wo.)UK | — | Erstveröffentlichung: 8. Juli 2002 Verkäufe: + 37.500                                    |
| 2002 | Escape Routes Chrysalic Records (EMI)                                      | — | — | — | UK11 (4 Wo.)UK | — | Erstveröffentlichung: 2002                                                               |
| 2003 | The Robbie Williams Show EMI Music (EMI)                                   | DE29 Platin · (14 Wo.)DE | AT1 Platin · (30 Wo.)AT | CH92 (1 Wo.)CH | UK2 Platin · (42 Wo.)UK | — | Erstveröffentlichung: 31. März 2003 Verkäufe: + 293.000                                  |
| 2003 | What We Did Last Summer: Live at Knebworth EMI Music (EMI)                 | DE* ×5FünffachplatinDE | AT1 ×3Dreifachplatin · (36 Wo.)AT | CH18 (8 Wo.)CH | UK1 ×7Siebenfachplatin · (117 Wo.)UK | — | Erstveröffentlichung: 24. November 2003 Verkäufe: + 1.054.000 * siehe „Live Summer 2003“ |
| 2006 | And Through It All: Robbie Williams Live 1997–2006 Chrysalic Records (EMI) | DE5 ×2Doppelplatin · (14 Wo.)DE | AT1 Platin · (15 Wo.)AT | CH35 Gold · (2 Wo.)CH | UK1 ×3Dreifachplatin · (23 Wo.)UK | — | Erstveröffentlichung: 10. November 2006 Verkäufe: + 425.000                              |
| 2010 | The Classic Concerts Collection Virgin Records (EMI)                       | — | — | — | UK23 (4 Wo.)UK | — | Erstveröffentlichung: 19. November 2010                                                  |
| 2013 | One Night at the Palladium Universal Records (UMG)                         | — | AT— GoldAT | CH2 (10 Wo.)CH | UK1 Gold · (37 Wo.)UK | — | Erstveröffentlichung: 10. Dezember 2013                                                  |

Weitere Videoalben
- 2001: Somethin’ Stupid (DVD-Single)
- 2002: Feel (DVD-Single)
- 2002: Exclusiv XBOX DVD
- 2003: Sexed Up (DVD-Single)
- 2004: Radio (DVD-Single)
- 2004: Misunderstood (DVD-Single)
- 2005: Tripping (DVD-Single)
- 2005: Advertising Space (DVD-Single)
- 2006: Sin Sin Sin (DVD-Single)
- 2006: Lovelight (DVD-Single)
- 2010: In and Out of Consciousness – Greatest Hits: The Videos 1990–2010

### Musikvideos
| Jahr | Titel                        | Regie                          |
| ---- | ---------------------------- | ------------------------------ |
| 1996 | Freedom                      | Garth Jennings                 |
| 1997 | Old Before I Die             | David Mould                    |
| 1997 | Lazy Days                    | Thomas Q Napper                |
| 1997 | South of the Border          | Thomas Q Napper                |
| 1997 | Angels                       | Vaughan Arnell                 |
| 1998 | Let Me Entertain You         | Vaughan Arnell                 |
| 1998 | Millennium                   | Vaughan Arnell                 |
| 1998 | No Regrets                   | Pedro Romhanyi                 |
| 1999 | Strong                       | Simon Hilton                   |
| 1999 | She’s the One                | Nick Goffey, Dominic Hawley    |
| 1999 | It’s Only Us                 | Simon Hilton                   |
| 1999 | Angels (US Version)          | Samuel Bayer                   |
| 2000 | Rock DJ                      | Vaughan Arnell                 |
| 2000 | Kids                         | Simon Hilton                   |
| 2000 | Supreme                      | Vaughan Arnell                 |
| 2001 | Let Love Be Your Energy      | Olly Reid                      |
| 2001 | Eternity                     | Vaughan Arnell                 |
| 2001 | The Road to Mandalay         | Vaughan Arnell                 |
| 2001 | Somethin’ Stupid             | Vaughan Arnell                 |
| 2002 | Feel                         | Vaughan Arnell                 |
| 2002 | My Culture                   | Tim Hope                       |
| 2003 | Come Undone                  | Jonas Åkerlund                 |
| 2003 | Something Beautiful          | Michael Matheson, James Tonkin |
| 2003 | Sexed Up                     | Jonas Åkerlund                 |
| 2004 | Radio                        | Vaughan Arnell                 |
| 2004 | Do They Know It’s Christmas? |                                |
| 2004 | Misunderstood                | Julian Gibbs                   |
| 2005 | Tripping                     | Johan Renck                    |
| 2005 | Advertising Space            | David LaChapelle               |
| 2006 | Sin Sin Sin                  | Vaughan Arnell                 |
| 2006 | Rudebox                      | Seb Janiak                     |
| 2006 | Lovelight                    | Jake Nava                      |
| 2007 | She’s Madonna                | Johan Renck                    |
| 2009 | Bodies                       | Vaughan Arnell                 |
| 2009 | You Know Me                  | Philip Sansom, Olly Williams   |
| 2010 | Morning Sun                  | Vaughan Arnell                 |
| 2010 | Shame                        | Vaughan Arnell                 |
| 2012 | Candy                        | Joseph Kahn                    |
| 2012 | Different                    | W.I.Z.                         |
| 2013 | Go Gentle                    | Marc Klasfeld                  |
| 2013 | Dream a Little Dream         | Christopher Sweeney            |
| 2016 | Party Like a Russian         | Vaughan Arnell                 |
| 2016 | Love My Life                 | Vaughan Arnell                 |
| 2017 | Mixed Signals                | Ross Anderson                  |
| 2017 | The Heavy Entertainment Show | Vaughan Arnell                 |
| 2022 | Angels (XXV)                 |                                |

## Boxsets
- 2011: The Definitive Collector’s Edition

## Promoveröffentlichungen
Promo-Singles
- 2005: Make Me Pure
- 2013: Be a Boy
- 2017: Mixed Signals

## Sonderveröffentlichungen
Gastbeiträge
- 1999: Are You Gonna Go My Way (Tom Jones feat. Robbie Williams)
- 2001: We Are The Champions (Queen feat. Robbie Williams)
- 2007: Please Don’t Talk About Me When I’m Gone (Dean Martin feat. Robbie Williams)
- 2007: The Only One I Know (Mark Ronson feat. Robbie Williams)
- 2024: Danny (Noga Erez feat. Robbie Williams)

## Statistik

### Chartauswertung
Die folgende Aufstellung beinhaltet eine Übersicht über die Charterfolge von Williams in den Album-, Musik-DVD- sowie Singlecharts. In Deutschland besteht die Besonderheit, dass sich Videoalben auch in den Albumcharts platzieren, bei allen anderen Ländern entstammen die Chartangaben aus eigenständigen Musik-DVD-Charts.
|                     | DE     | AT     | CH     | UK     | US    |
| ------------------- | ------ | ------ | ------ | ------ | ----- |
| Nummer-eins-Alben   | DE12DE | AT11AT | CH10CH | UK15UK | US—US |
| Top-10-Alben        | DE16DE | AT14AT | CH14CH | UK17UK | US—US |
| Alben in den Charts | DE21DE | AT17AT | CH17CH | UK17UK | US4US |

|                       | DE     | AT     | CH     | UK     | US    |
| --------------------- | ------ | ------ | ------ | ------ | ----- |
| Nummer-eins-Singles   | DE3DE  | AT1AT  | CH2CH  | UK9UK  | US—US |
| Top-10-Singles        | DE15DE | AT12AT | CH16CH | UK34UK | US—US |
| Singles in den Charts | DE45DE | AT38AT | CH37CH | UK45UK | US3US |

|                          | DE    | AT    | CH    | UK     | US    |
| ------------------------ | ----- | ----- | ----- | ------ | ----- |
| Nummer-eins-Videoalben   | DE—DE | AT3AT | CH—CH | UK5UK  | US—US |
| Top-10-Videoalben        | DE—DE | AT5AT | CH1CH | UK9UK  | US—US |
| Videoalben in den Charts | DE—DE | AT5AT | CH4CH | UK12UK | US—US |

### Auszeichnungen für Musikverkäufe
| Land/RegionAuszeichnungen für Musikverkäufe (Land/Region, Auszeichnungen, Verkäufe, Quellen) | Silber       | Gold         | Platin         | Diamant     | Verkäufe     | Quellen |
| -------------------------------------------------------------------------------------------- | ------------ | ------------ | -------------- | ----------- | ------------ | --- |
| Argentinien (CAPIF)                                                                          | —            | 2× Gold2     | 26× Platin26   | —           | 982.000      | capif.org.ar (Memento vom 31. Mai 2011 im Internet Archive) AR2 (Memento vom 20. August 2011 im Internet Archive) AR3 (Memento vom 25. Dezember 2007 im Internet Archive) |
| Australien (ARIA)                                                                            | —            | 13× Gold13   | 67× Platin67   | —           | 3.317.500    | aria.com.au |
| Belgien (BRMA)                                                                               | —            | 9× Gold9     | 8× Platin8     | —           | 615.000      | ultratop.be |
| Brasilien (PMB)                                                                              | —            | Gold1        | 2× Platin2     | —           | 150.000      | pro-musicabr.org.br |
| Chile (IFPI)                                                                                 | Silber1      | Gold1        | —              | —           | 17.500       | Einzelnachweise |
| Dänemark (IFPI)                                                                              | —            | 12× Gold12   | 23× Platin23   | —           | 986.500      | ifpi.dk |
| Deutschland (BVMI)                                                                           | —            | 19× Gold19   | 45× Platin45   | —           | 12.400.000   | musikindustrie.de |
| Europa (IFPI)                                                                                | —            | —            | 39× Platin39   | —           | (39.000.000) | ifpi.org (Memento vom 1. Januar 2014 im Internet Archive) |
| Finnland (IFPI)                                                                              | —            | 3× Gold3     | 4× Platin4     | —           | 251.109      | ifpi.fi |
| Frankreich (SNEP)                                                                            | 4× Silber4   | 7× Gold7     | 12× Platin12   | —           | 2.995.000    | infodisc.fr snepmusique.com |
| Golf-Kooperationsrat (IFPI)                                                                  | —            | 2× Gold2     | —              | —           | 18.000       | Einzelnachweise |
| Griechenland (IFPI)                                                                          | —            | 3× Gold3     | —              | —           | 40.000       | Einzelnachweise |
| Hongkong (IFPI/HKRIA)                                                                        | —            | Gold1        | —              | —           | 10.000       | Einzelnachweise |
| Irland (IRMA)                                                                                | —            | 4× Gold4     | 30× Platin30   | —           | 1.000.000    | irishcharts.ie |
| Italien (FIMI)                                                                               | —            | 8× Gold8     | 11× Platin11   | —           | 1.125.000    | fimi.it |
| Kanada (MC)                                                                                  | —            | 3× Gold3     | Platin1        | —           | 250.000      | musiccanada.com |
| Mexiko (AMPROFON)                                                                            | —            | 5× Gold5     | 6× Platin6     | 2× Diamant2 | 1.745.000    | amprofon.com.mx |
| Neuseeland (RMNZ)                                                                            | —            | 6× Gold6     | 80× Platin80   | —           | 1.187.500    | aotearoamusiccharts.co.nz NZ2 NZ3 |
| Niederlande (NVPI)                                                                           | —            | 8× Gold8     | 10× Platin10   | —           | 1.050.000    | nvpi.nl |
| Norwegen (IFPI)                                                                              | —            | 2× Gold2     | —              | —           | 136.000      | ifpi.no (Memento vom 5. November 2012 im Internet Archive) |
| Österreich (IFPI)                                                                            | —            | 8× Gold8     | 33× Platin33   | —           | 907.500      | ifpi.at |
| Polen (ZPAV)                                                                                 | —            | 3× Gold3     | Platin1        | —           | 140.000      | olis.pl |
| Portugal (AFP)                                                                               | —            | 2× Gold2     | 18× Platin18   | —           | 310.000      | Einzelnachweise |
| Russland (NFPF)                                                                              | —            | 2× Gold2     | —              | —           | 20.000       | 2m-online.ru |
| Schweden (IFPI)                                                                              | —            | 6× Gold6     | 5× Platin5     | —           | 395.000      | sverigetopplistan.se |
| Schweiz (IFPI)                                                                               | —            | 10× Gold10   | 26× Platin26   | —           | 1.063.000    | hitparade.ch |
| Singapur (RIAS)                                                                              | —            | Gold1        | 2× Platin2     | —           | 37.500       | Einzelnachweise |
| Spanien (Promusicae)                                                                         | —            | 11× Gold11   | 6× Platin6     | —           | 810.000      | elportaldemusica.es ES2 |
| Taiwan (RIT)                                                                                 | —            | —            | Platin1        | —           | 50.000       | Einzelnachweise |
| Thailand (TECA)                                                                              | —            | Gold1        | —              | —           | 20.000       | Einzelnachweise |
| Tschechien (IFPI)                                                                            | —            | —            | Platin1        | —           | 10.000       | Einzelnachweise |
| Ungarn (MAHASZ)                                                                              | —            | 7× Gold7     | 3× Platin3     | —           | 81.000       | slagerlistak.hu |
| Vereinigte Staaten (RIAA)                                                                    | —            | Gold1        | —              | —           | 605.000      | riaa.com |
| Vereinigtes Königreich (BPI)                                                                 | 12× Silber12 | 8× Gold8     | 105× Platin105 | —           | 35.450.000   | bpi.co.uk |
| Insgesamt                                                                                    | 17× Silber17 | 169× Gold169 | 564× Platin564 | 2× Diamant2 |              | |